# 朴志焄
朴志焄（： Park Ji-Hoon，2000年3月14日—），韓國男歌手，隸屬於YG娛樂，為男子團體組合TREASURE成員，曾在隊內與崔玹碩共同擔任隊長。2018年11月參加選秀節目《YG寶石盒》，2020年8月7日以團體TREASURE正式出道。

## 經歷

### 出道前
2016年4月，進入YG成為練習生。
2017年，在JYP娛樂推出的出道生存節目《Stray Kids》中亮相，以YG練習生身分與JYP練習生對決。
2018年3月，離開YG娛樂，同年9月重新回到公司。
2018年11月，參加YG選秀節目《YG寶石盒》，最終未能進入出道組。
2019年1月29日，YG娛樂宣布將再選出六人成為第二組《YG寶石盒》出身男團，志焄則於2月3日被公布為第五名成員。

### 出道後
2020年8月7日，以團體TREASURE正式出道，擔任隊長。
2021年3月至2022年3月，擔任《人氣歌謠》MC，與安俞真、成燦合稱「NININI」組合。
2023年6月15日，YG娛樂公布志焄成為小分隊「T5」的第三位成員；6月28日，發表首張單曲《MOVE》。
2024年12月31日，卸任隊長職位。